# تلفن همراه

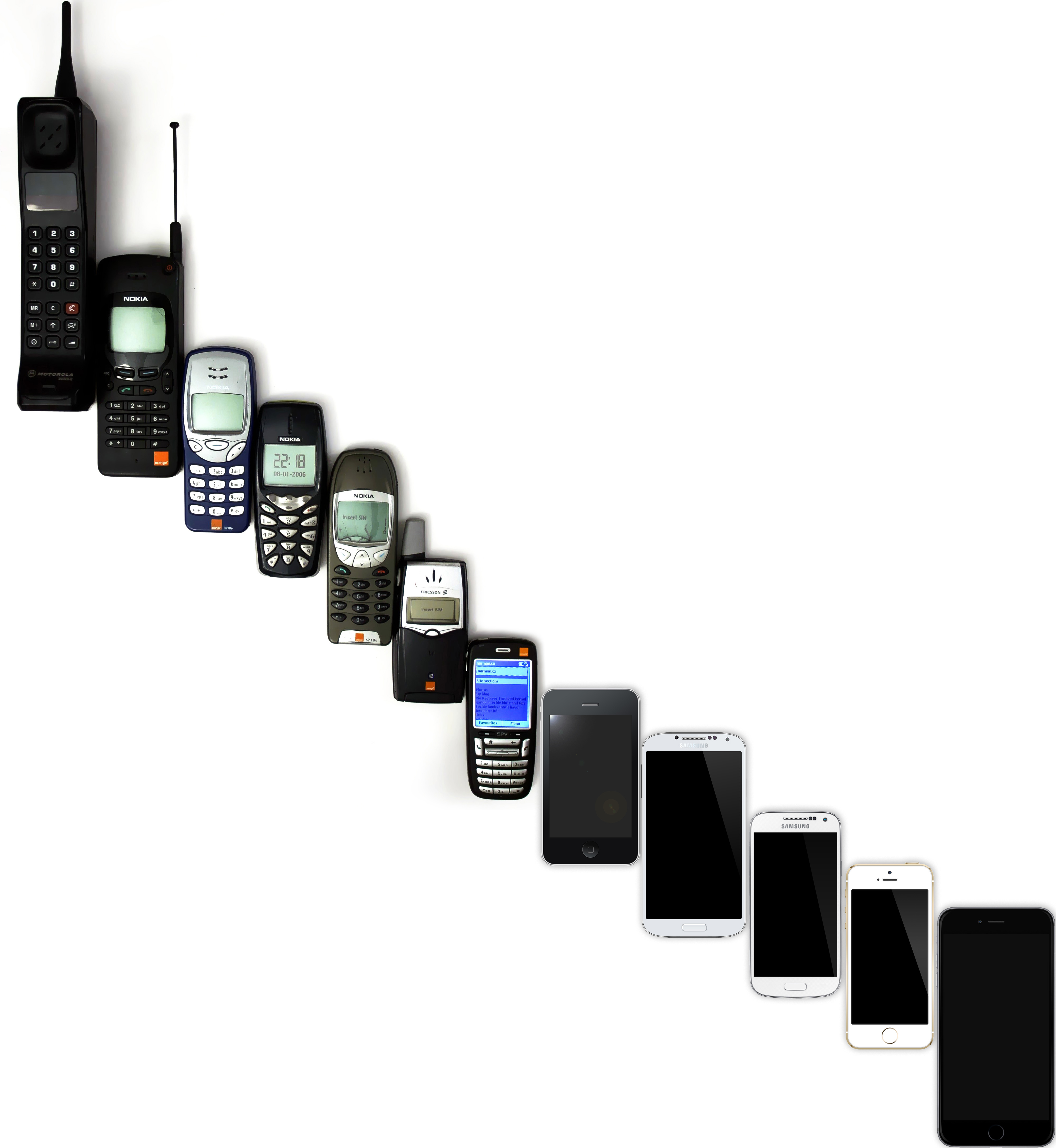
نسل‌های گوناگون تلفن همراه به‌ترتیب زمان

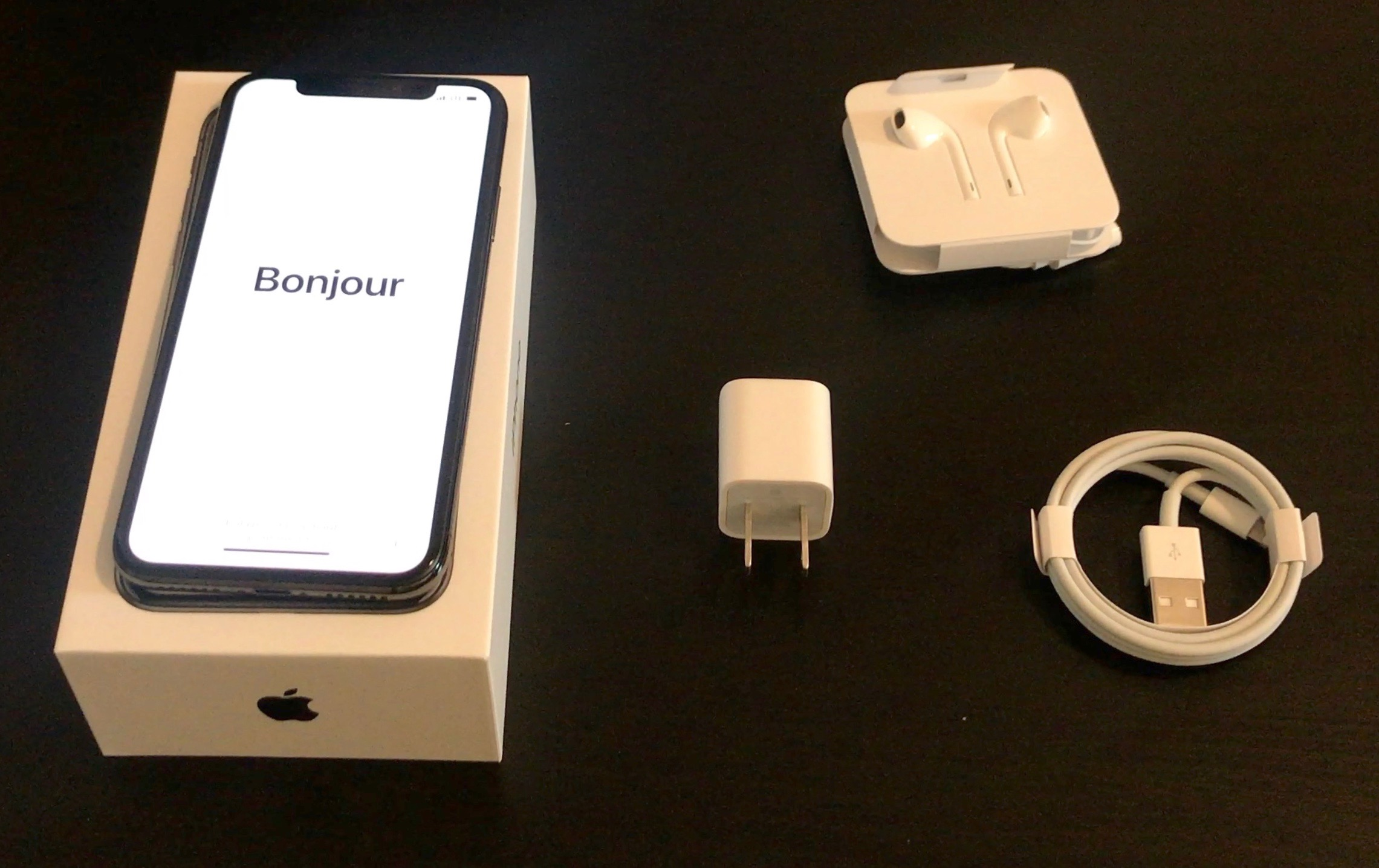
پکیج آیفون ده که دارای کابل شارژ، هدفون و آداپتور شارژر بود؛ چیزهایی که در سال‌های پسین، از پکیج بسیاری از شرکت‌ها حذف شدند.

تلفن همراه، گوشی یا موبایل (به انگلیسی: Mobile) یک تلفن قابل جابه‌جایی است که به کاربران اجازه می‌دهد در هنگام جابه‌جا شدن در یک منطقهٔ خدمات تلفنی تعیین‌شده، بر خلاف تلفن‌های ثابت، با بهره‌گیری از یک پیوند فرکانس رادیویی تماس برقرار و دریافت کنند. این پیوند فرکانس رادیویی به سیستم‌های سوئیچینگ یک اپراتور تلفن همراه وصل است و دسترسی به شبکه انتقال همگانی تلفن را فراهم می‌کند. تلفن‌های همراه مدرن به معماری شبکه سلولی تکیه کرده‌اند؛ بنابراین تلفن‌های همراه در آمریکای شمالی بیشتر با نام «سل‌فون» (به انگلیسی: cell phones) شناخته می‌شوند.
تلفن‌های همراه کنونی همچنین از توانایی‌های چندرسانه‌ای مانند عکاسی دیجیتال، فیلم‌برداری و بازی پشتیبانی می‌کنند. افزون بر این‌ها، توان پخش زنده و بازپخش چند رسانه‌ای، از جمله محتوای ویدئویی و رادیو و تلویزیون را نیز دارند. همچنین سرویس‌های استوار بر ماهواره، مانند ناوبری و پیام‌رسانی ماهواره‌ای و همچنین برنامه‌های کاربردی بازرگانی، مالی و پرداخت (از راه ان‌اف‌سی) را ارائه می‌دهند.
نخستین گوشی تلفن بی‌سیم توسط مارتین کوپر در سال ۱۹۷۳ میلادی با وزنی نزدیک به ۲۰۰ گرم ساخته شد. موبایل نسل‌های گوناگونی دارد و توسط شرکت‌های سازندهٔ گوناگونی ساخته می‌شود و به فروش می‌رسد. برخی از شرکت‌های بزرگ تولیدکنندهٔ گوشی همراه در دنیا شامل نوکیا، هواوی، سامسونگ، ال‌جی، موتورولا، سونی، اپل، شیائومی، اچ‌تی‌سی، گوگل پیکسل و… هستند.
در تلفن‌های همراه به‌طور معمول شماری نرم‌افزار یا سیستم‌عامل برای کنترل سخت‌افزار به کار می‌رود و برنامه‌های جانبی توسط سیستم‌عامل اجرا می‌شوند. از سیستم‌های عامل پرآوازه برای تلفن همراه، می‌توان به اندروید، آی‌اواس، ویندوز فون و سیمبیان اشاره کرد.

## بلوک‌های درونی

### بلوک RF
این بلوک متشکل از قطعاتی است که وظیفه آن‌ها ارتباط دادن گوشی به BTS است؛ در حقیقت بلوک RF فرکانس GSM را از BTS دریافت کرده، سپس اطلاعات روی آن را جدا نموده و به واحدهای دیگر موبایل می‌دهد. به زبان دیگر بلوک RF وظیفهٔ تبدیل فرکانس بالای GSM را به فرکانس کمتری به نام IF بر عهده دارد.
امواج موجود در فضا توسط آنتن موبایل دریافت شده و وارد قطعه‌ای به نام آنتن سوییچ می‌شوند.
آنتن سوییچ وظیفه تعیین حالت فرستندگی یا گیرندگی آنتن را بر عهده دارد. بسته به این که موبایل سازگار با چند باند GSM باشد، تعداد پایه‌های آنتن سوییچ متفاوت خواهد بود. آنتن سوییچ برای هر باند GSM، آنتن را به یک خروجی به نام RX و یک ورودی به نام TX وصل می‌کند.
در حقیقت آنتن سوییچ مانند یک کلید است که با فرمان‌هایی آنتن را مرتباً به خط RX یا به TX متصل می‌کند. در بلوکی که مشاهده کردید، موبایل قابلیت کار با دو باند GSM900 و GSM1800 را دارد؛ بنابراین آنتن سوییچ دو خروجی RX و دو ورودی TX خواهند داشت که در شبکه‌های تلفن ایران از آن جایی که GSM 900 است خط RX و TX باند ۱۸۰۰ بدون استفاده خواهد بود. آنتن سوییچ یکی از قطعات حساس برد موبایل است و خرابی در آن باعث به وجود آمدن عیوبی از قبیل پرش آنتن یا نداشتن دریافت یا ارسال خواهد شد.
دربارهٔ سلف و خازن پیش از اتصال آنتن به آنتن سوییچ نیز از آن جایی که امپدانس خروجی آنتن بسیار کم است و از طرفی امپدانس ورودی آنتن زیاد است، باید پیش از اتصال این دو، کار تطبیق امپدانس توسط قطعه‌ای انجام شود. معمولاً در مدارات، بخش آنتن موبایل از یک سلف که به گونه ای موازی بین آنتن و زمین بسته می‌شود استفاده تشکیل می‌شود. این سلف می‌تواند باعث عمل تطبیق امپدانس بین آنتن و آنتن سوییچ شده و مانع از هدایت جریان DC بین این دو واحد گردد تا این دو واحد اثر منفی در عملکرد یکدیگر نداشته باشند.
وظیفه فیلتر SAW حذف فرکانس‌های کانال همسایه و فرکانس‌های مزاحم است.
خط خروجی RX از آنتن سوئیچ وارد SAW شده و بعد از آن فرکانس‌های مزاحم حذف می‌شود و تنها فرکانس‌های باند GSM در خروجی آن دیده می‌شود. SAW همان‌گونه که فرکانس‌های مزاحم را حذف می‌کند، فرکانس‌های اصلی GSM را هم خیلی ضعیف می‌کند.
برای تقویت سیگنال‌های دریافتی GSM بعد از SAW از یک تقویت‌کننده به نام LNA استفاده می‌شود.
آی‌سی RF: به این آی‌سی HAGAR هم گفته می‌شود که اصلی‌ترین قطعه بلوک RF است و وظیفه آن عمل مدولاسیون و دمدولاسیون است.
مدولاسیون به سوار کردن اطلاعات روی یک موج گفته می‌شود، در این صورت با توجه به این که موج می‌تواند در فضا منتشر شود اطلاعات ما نیز همراه موج جابجا می‌شود.
به موجی که اطلاعات روی آن سوار می‌شود، موج حامل گویند، یکی از وظایف آی سی HAGER انجام این عمل است. عمل مدولاسیون برای اطلاعاتی که از موبایل به BTS ارسال می‌شود انجام می‌گردد. دمدولاسیون به عمل جداسازی اطلاعات از روی فرکانس حامل می‌گویند. این عمل نیز توسط آی سی HAGER انجام شده و روی سیگنال‌های دریافتی از BTS انجام می‌شود.
کریستال: برای مدولاسیون و دمدولاسیون، آی سی HAGER نیاز به فرکانس دارد. این فرکانس توسط قطعه‌ای به نام کریستال که معمولاً در کنار آی‌سی RF قرار دارد تولید می‌شود.
کریستال مولد فرکانس بسیار دقیقی است که در بسیاری از مدارهای الکترونیکی به عنوان تولیدکننده فرکانس یا پالس ساعت از آن استفاده می‌شود. کریستال که اسیلاتور نیز نامیده می‌شود به صورت یک قطعه دو، سه یا چهارپایه است. چند خازن به عنوان فیلتر در داخل اسیلاتور قرار می‌گیرد.
آی سی P.A: قبل از ارسال اطلاعات، از یک آی‌سی تقویت‌کننده به نام P.A استفاده می‌شود و سیگنالی که از موبایل خارج می‌شود در نهایت توسط این واحد تقویت خواهد شد. P.A سیگنال‌هایی را که باید تقویت کند از آی سی RF دریافت می‌کند. این آی سی جهت تقویت سیگنال‌های TX به تغذیه نیاز دارد که تغذیه آن به صورت مستقیم از باتری گرفته می‌شود.
آی سی VCO: یک گوشی موبایل بایستی بتواند روی فرکانس‌های مختلفی که BTS هر منطقه روی آن تنظیم شده قرار گیرد تا با آن ارتباط پیدا کند. به بیان دیگر آی سی HAGER روی فرکانس‌های مختلفی باید بتواند مدولاسیون و دمدولاسیون انجام دهد. این عمل مستلزم این است که بتوان فرکانس حامل HAGER [4] را با دقت زیاد تغییر داد، این عمل در موبایل توسط قطعه‌ای به نام VCO انجام می‌شود.

### بلوک ۱۴۵
بلوک AF (واحد صدای دستگاه) وظیفه تبدیل اطلاعات دریافتی از واحد RF به صدا را بر عهده دارد. همچنین صدایی که باید از موبایل به BTS منتقل شود، قبل از ارسال وارد واحد AF می‌شود که پس از یکسری تبدیلات و آماده‌سازی از طریق واحد RF منتقل می‌شود. در حقیقت واحد AF رابط بین کاربر موبایل و واحد RF است. این بلوک از یک طرف به میکروفون و بلندگو و از طرف دیگر به بلوک RF متصل است.
جابجایی اطلاعات بین موبایل و BTS به صورت دیجیتال است. دیجیتال، یعنی منطق صفر و یک؛ بنابراین می‌توان نتیجه گرفت که هر گوشی در یک ثانیه فقط مدت زمان کوتاهی را برای دریافت یا ارسال در اختیار دارد.
گوشی در لحظهٔ داشتن کانال می‌تواند اطلاعات را جابجا کند، ولی در لحظه‌ای که فرکانس در اختیار گوشی دیگری است، نمی‌تواند به BTS اطلاعات انتقال دهد و این بدین مفهوم است که دائماً ارتباط بین گوشی و BTS قطع و وصل می‌شود که باعث می‌شود که صدا نیز قطع و وصل شود. برای رفع مشکل اگر صدا به صورت دیجیتال باشد، می‌توان آن را روی حافظه نگهداری کرد و زمان کانال دار بودن موبایل، تمامی اطلاعات حافظه را منتقل کرد؛ بدون این که بخشی از صدا در لحظات قطع و وصل از بین برود.

### بلوک MCU
کنترل عملکرد بلوک‌های مختلف در موبایل بر عهده این واحد است. این واحد از قطعات مختلفی مثل آی‌سی پردازشگر و حافظه‌ها تشکیل شده است که توسط یک برنامه سیستم‌عامل می‌تواند کل گوشی را کنترل کند. برنامه سیستم‌عامل توسط طراح گوشی در یکی از حافظههای گوشی ذخیره می‌شود. باید توجه داشت که آی‌سی CPU فقط پردازش‌کننده اطلاعات و عملکرد آن تحت تأثیر برنامه سیستم‌عامل است.

### بلوک UI
وظیفه راه‌اندازی کلیه اعلام‌کننده‌ها از قبیل زنگ، موتور لرزاننده و LEDهای روشن‌کننده صفحه نمایشگر و صفحه کلید در شب بر عهده این بلوک که به آن رابط (کاربر) نیز گفته می‌شود، است. در بعضی از تلفن‌های همراه بلوک UI به صورت یک مدار مجتمع ساخته می‌شود و در بعضی گوشی‌ها قسمت‌های مختلف آن ترانزیستوری است و به صورت مجزا روی برد قرار می‌گیرد.

### بلوک منبع تغذیه و شارژینگ
منبع تغذیه موبایل واحدی است که ولتاژ لازم بلوک‌های دیگر را از طریق باتری فراهم می‌کند. واحد منبع تغذیه از رگولاتورهای مختلفی تشکیل شده و داخل یک بسته‌بندی قرار دارد.
این بسته‌بندی به آی‌سی CCONT موسوم است. واحد شارژینگ نیز مجموعه قطعاتی است که از طریق ولتاژ دریافتی از آداپتور، باتری را شارژ می‌کند.
معمولاً این واحد نیز از یک آی‌سی به نام CHAPS تشکیل شده است. آی‌سی CCONT و CHAPS با یکدیگر در ارتباط هستند، زیرا آی‌سی CHAPS برای شارژ باتری بایستی از CCONT کنترل شود.

### COBBA
در بلوک AF از یک آی‌سی به نام COBBA استفاده می‌شود. این آی‌سی مبدل سیگنال‌های آنالوگ به دیجیتال و برعکس است. امواج دریافتی آنتن بعد از این که توسط آی‌سی RF دمدولاسیون شدند با خطوط RX وارد آی‌سی COBBA در واحد AF می‌شوند. این آی‌سی ابتدا سیگنال‌های دریافتی از RF را توسط خطوط ارتباطی PCM به بلوک MCU می‌دهد. در این بلوک اطلاعات از طریق آی‌سی CPU روی حافظه موقت گوشی ریخته می‌شود. سپس آی‌سی COBBA دوباره از طریق همان خطوط ارتباطی، اطلاعات را از روی حافظه موقت خوانده و به سیگنال آنالوگ تبدیل می‌کند که از طریق بلندگو قابل استفاده خواهد شد. به همین طریق برای اطلاعاتی که بایستی از موبایل خارج شود، صدایی که توسط میکروفون دریافت می‌شود، به صورت سیگنال آنالوگ است. این سیگنال بعد از ورود به آی‌سی COBBA، تبدیل به صدای دیجیتال می‌شود. این صدا از طریق خطوط PCM به واحد MCU منتقل می‌شود تا در حافظه موقت نگهداری شود و به محض کانال‌دار شدن موبایل تمامی اطلاعات قسمت میکروفون از طریق واحد RF به BTS ارسال می‌شود.

### PCM
PCM یکی از روش‌های انتقال اطلاعات بین دو واحد است. این واحد خطوط ارتباطی بین آی‌سی COBBA و CPU بوده و در نقشه‌ها از آن به عنوان خطوط PCM نام برده می‌شود.
این انتقال به صورت کد شده انجام می‌شود که انواع آن RX و TX است.
1. خطوط PCM TX مربوط به مسیر جابجایی اطلاعات دیجیتال میکروفون به حافظه.
2. خطوط PCM RX مربوط به مسیر انتقال اطلاعات دیجیتال دریافتی به حافظه.

خطوط PCM TX و PCM RX در نقشه‌های گوشی‌ها بین آی سی COBBA و آی‌سی CPU مشخص می‌باشد.

### آنالوگ و دیجیتال
سیگنال آنالوگ به آن دسته از سیگنال‌هایی گفته می‌شود که مقدار ولتاژ آن در لحظات مختلف در حال تغییر باشد؛ به این صورت که در یک لحظه ۲ ولت، لحظه‌ای دیگر ۳ ولت و به همین صورت در حال تغییر باشد. این سیگنال می‌تواند توسط یک میکروفون ساخته شود.
ماهیت تغییرات سیگنال آنالوگ، به عنوان مثال صدا، به مولد آن، که می‌تواند صدای یک انسان باشد، بستگی دارد.
سیگنال‌های آنالوگ را در آی‌سی‌های حافظه نمی‌توان ذخیره کرد. همچنین در انتقال آن نیز امکان نویز پذیری بالا است. در مدارات منطقی و کنترلرها اگر بخواهیم یک سیگنال آنالوگ را وارد کنیم باید آن را به دیجیتال تبدیل کنیم.
دیجیتال یعنی صفر و یک، در حقیقت در سیستم دیجیتال تغییرات در لحظات مختلف وجود دارد، ولی همیشه این تغییرات به صورت صفر و یک است. منظور از صفر و یک، دو سطح منطقی است. ما می‌توانیم صفر منطقی را به سطح ولتاژ صفر ولت و یک منطقی را به سطح ولتاژ پنج ولت تعریف کنیم. در این صورت سطوح ولتاژ دیگری به غیر صفر و پنج ولت نخواهیم داشت.
مزیت دیجیتال در ذخیره‌سازی آن توسط آی‌سی حافظه و همچنین انتقال راحت آن با کیفیت خوب است. برای تبدیل سیگنال آنالوگ به دیجیتال روش‌های مختلفی وجود دارد. اصول تبدیل آن به این صورت است که ابتدا از آنالوگ در لحظات مشخص نمونه‌برداری می‌کنیم، سپس نمونه‌ها توسط یک مبدل به دیجیتال تبدیل می‌شود. هر چه تعداد نمونه‌گیری‌ها از سیگنال آنالوگ بیشتر باشد، ما توانسته‌ایم آنالوگ را با کیفیت بهتری به دیجیتال تبدیل کنیم. فقط بایستی این مطلب را در نظر بگیریم که افزایش تعداد نمونه برداری‌ها باعث افزایش حجم تبدیل خواهد شد.
طریقه تبدیل آنالوگ به دیجیتال
لازم است در تبدیل مجموع ارزش بیت‌هایی که یک هستند، برابر با مقدار ولتاژ آنالوگ شود.
بیت‌های به دست آمده را می‌توان توسط سلول‌های حافظهٔ موقت یا دائم ذخیره کرد تا در زمان‌های لازم از آن استفاده کنیم. این عمل در موبایل انجام می‌شود و صدای میکروفون ابتدا به دیجیتال تبدیل شده، سپس در حافظه موقت موبایل قرار می‌گیرد تا در لحظه داشتن کانال ترافیکی یک جا بیت‌ها را ارسال کنیم. این باعث می‌شود که در لحظاتی که BTS کانالی را از موبایل می‌گیرد، صدای مشترک در موبایل ذخیره شده و به صورت منقطع به مخاطبان نرسد. برای صدای دریافتی نیز این عمل انجام می‌شود، فقط در آن حالت باید آی‌سی COBBA مجهز به یک مبدل D to A شود تا بتوانیم اطلاعات دیجیتال دریافتی از BTS را به آنالوگ تبدیل کنیم.
به تبدیل آنالوگ به دیجیتال باشد. هر چه فرکانس سیگنال آنالوگ بیشتر باشد، لازم است تعداد نمونه برداری‌ها افزایش یابد تا امکان تبدیل تغییرات سریع آن را داشته باشیم.

### بلندگو
speaker یا COBBA زمانی که تبدیلات را انجام داد باید خروجی آنالوگ را به بلندگو بدهد. معمولاً در بعضی از بردهای موبایل قبل از اتصال سیگنال COBBA به بلندگو مقاومت محدودکننده به صورت سری با بلندگو‌های موبایل استفاده می‌کنند.

### میکروفن
eARPHON برای دریافت صدا و انجام تبدیلات و ارسال، از یک میکروفون خازنی در موبایل استفاده می‌شود. میکروفون خازنی معمولاً از یک صفحه کریستالی است که به صدا حساس است و همراه آن یک ترانزیستور تقویت‌کننده وجود دارد.
کیفیت دریافت میکروفون خازنی در مقایسه با انواع دیگر میکروفون‌ها بسیار زیاد است که یکی از دلایل آن داشتن ترانزیستور تقویت‌کننده داخل میکروفون است. ترانزیستور میکروفون جهت تقویت نیاز به ولتاژ DC دارد.
این ولتاژ را بایستی توسط قطعاتی در برد موبایل فراهم کنیم. هرچه سطح ولتاژ را افزایش دهیم، حساسیت و قدرت دریافتی میکروفون بیشتر می‌شود.
در بعضی از موبایل‌ها این ولتاژ توسط آی سی COBBA ساخته می‌شود و قطعه خارجی دیگری نداریم، ولی در بعضی از موبایل‌ها این ولتاژ توسط یک ترانزیستور در کنار آی سی COBBA فراهم می‌شود. البته راه‌اندازی ترانزیستور از طریق آی سی COBBA است.

### IMEI
IMEI در واقع برگرفته از عبارت “International Mobile Equipment Identity” یا «شناسه بین‌المللی تجهیزات موبایل» است.
هدف استفاده از شماره IMEI، برای شناسایی تلفن‌های همراه و همچنین مسدود کردن آن‌ها از طریق شبکه است. در واقع اگر گوشی شما گم شده یا به سرقت برود، می‌توانید از طریق این کد برای ردیابی گوشی خود از طریق اپراتورهای مخابراتی اقدام نمایید.
توجه داشته باشید IMEI مربوط به خود گوشی است و هیچ ارتباطی با سیم‌کارت یا حتی سیستم عامل تلفن همراه‌تان ندارد.
چگونه IMEI گوشی‌ام را پیدا کنم؟
کد IMEI گوشی را می‌توانید از طریق شماره‌گیری کد #۰۶#*بدست بیاورد.

## اثر امواج بر انسان
نگرانی‌ها دربارهٔ اثر امواج تلفن همراه بر سلامت انسان با رشد بیش از اندازه تلفن‌های بی‌سیم همراه بیشتر شده است. این نگرانی‌ها به خاطر این هستند که تلفن همراه از خود امواج الکترومغناطیسی در مقیاس مایکروویو پخش می‌کند.

## اعتیاد به موبایل
بررسی‌ها در زمینه اندازه بهره‌گیری از تلفن‌های همراه نشان می‌دهد که شمار بسیاری از مردم در حالی به خواب می‌روند که تلفن همراه خود را در دست دارند یا آن را کنار خود گذاشته‌اند. بر پایه پژوهشی که در کشورهای آمریکا، انگلیس، برزیل، چین، اسپانیا، مکزیک و هند انجام شده است، فناوری نوین ارتباطی ازجمله تلفن همراه، جزو جدایی‌ناپذیر زندگی انسان‌ها شده است و هر روز وابستگی افراد به آن بیشتر می‌شود.
بر پایهٔ پژوهشی که یک کارشناس علوم رفتاری اعلام کرد، ۶۰ درصد از دختران موردِ پژوهش از گوشی‌های همراه برای ورود به شبکه‌های اجتماعی و بازی‌های مرتبط استفاده می‌کنند و ۳۰ درصد آن‌ها هنگام اتمام شارژ یا جا ماندن تلفن یا قطع آن به هر شکلی دچار اضطراب می‌شوند، وی با اشاره به این که دختران دو برابر پسران به تلفن همراه وابستگی دارند، در نتیجه از اعتیاد دو برابری دختران نسبت به پسران در زمینهٔ استفاده از تلفن همراه بر پایه این پژوهش انجام‌شده خبر داد.

## نگارخانه

تلفن همراه ناصرالدین شاه
تلفن همراه ناصرالدین شاه ساخت شرکت البیس